# Petr Dvorský
Petr Dvorský (* 1966) ist ein tschechischer Jazzmusiker (Kontrabass, Komposition).

## Leben und Wirken
Dvorský besuchte  das Konzervatoř Jaroslava Ježka (Jaroslav-Ježek-Konservatorium) in Prag und studierte Klassische Musik bei Václav Fuka und Jiří Valenta; auch nahm er privaten Unterricht bei Jan Kment,. Anschließend begann er sich dem Jazz zuzuwenden und spielte in der Prager Jazzszene u. a. mit Luboš Andršt Acoustic Set und in der Jan Hala Big Band. Bekannt wurde er seit 1990 mit The Four (mit Jiří Slavíček, Karel Růžička, Stanislav Mácha) und mit dem Infinite Quintet (mit Miroslav Hloucal, Petr Kalfus, Viliam Béreš); 1994 wurde er bei dem internationalen Wettbewerb Jazz Juniors in Krakau ausgezeichnet. Ab den 2000er-Jahren arbeitete er mit Emil Viklický (mit dem er auch im Duo spielte), im Najponk Trio (Autumn in New York), Štěpán Markovič Saxtet, Adam Tvrdý Trio, Roman Pokorný Trio und mit Beat Kaestli. Im Laufe seiner Karriere spielte er ferner mit Mark Vinci, Steve Lacy, Ingrid Jensen, Marcus Printup, Randy Brecker, Julian Nicholas, Lew Tabackin und Jaroslav Jakubovič; außerdem gehörte er der Tschechischen Radio Big Band an. Im Bereich des Jazz war er zwischen 1993 und 2015 an 13 Aufnahmesessions beteiligt.

## Diskographische Hinweise
- The Four: Space & Rhythm (ARTA, 1993)
- Steve Houben/Emil Viklicky/Petr Dvorsky/Laco Tropp: Bohemia After Dark (P&J, 1997)
- Infinite Quintet: Speak Slowly (Animal Music, 2009)
- Julian Nicholas/Emil Viklický/Petr Dvorský/Dave Wickins: One Two Three Four (BeBoss Records, 2020)